# Хансон, Ола
Ола Хансон (швед. и англ. Ola Hanson; 1864—1927) — американский баптистский миссионер в Бирме, составитель качинского алфавита, грамматики и первого качинско-английского словаря (11 000 слов), переводчик Библии на качинский язык (цзинпо).

## Биография
Родился в шведском городе Охус. В 1881 году переехал в США — в штат Небраска. Окончил баптистскую богословскую семинарию и в 1890 году был направлен Американским баптистским миссионерским союзом в помощь Уильяму Генри Робертсу в бирманский штат Качин. В Бирме провёл 27 лет, перед смертью вернулся в США и скончался в городе Сент-Пол (штат Миннесота).

## Работы
- A Dictionary of the Kachin Language. — Rangoon: American Baptist Missionary Press, 1906. (англ.)
- The Kachins, Their Customs and Traditions. — Rangoon, 1913. (англ.)
- Missionary Pioneers among the Kachins. — New York, 1922. (англ.)
- Automated banking system -- N.Y 1936